# Tlenek żelaza(II)
Tlenek żelaza(II), FeO – nieorganiczny związek chemiczny z grupy tlenków żelaza, w którym żelazo występuje na II stopniu utlenienia.
W przyrodzie występuje rzadko jako minerał wustyt (lub wüstyt). Otrzymywany jest przez rozkład termiczny szczawianu żelaza(II) bez dostępu tlenu, np. w próżni:
FeC
2O
4 → FeO + CO
2↑ + CO↑
Otrzymany produkt ma właściwości piroforyczne. Inną metodą jest ogrzewanie żelaza wobec ograniczonej ilości tlenu. Tlenek żelaza(II) jest bertolidem (związkiem niestechiometrycznym) – wzór formalny FeO jest jedynie przybliżeniem rzeczywistego składu Fe
0,82O – Fe
0,95O.
W warunkach beztlenowych ulega dysproporcjonowaniu:
4FeO ⇄ Fe
3O
4 + Fe
W temperaturze powyżej 575 °C równowaga jest przesunięta całkowicie w lewą stronę i FeO stanowi fazę trwałą. W niższych temperaturach równowaga przesuwa się w stronę Fe
3O
4. W temperaturze pokojowej reakcja ta jest jednak bardzo wolna i FeO nie ulega praktycznie rozkładowi, choć znajduje się wówczas w stanie metastabilnym. W efekcie, aby uzyskać FeO, należy szybko schłodzić mieszaninę reakcyjną, jednak zawsze występuje w nim niedobór atomów żelaza w stosunku do składu stechiometrycznego.
Niezależnie od rzeczywistego składu stechiometrycznego, FeO ma zawsze strukturę typu NaCl z pewną liczbą pustych miejsc kationowych. Większość atomów żelaza stanowią jony Fe2+
, a część – odpowiadająca dwukrotności brakujących kationów – jony Fe3+
. Dlatego jego wzór można wyrazić jako Fe2+1−3xFe3+2xO, gdzie x=0,05–0,28.
Ma właściwości zasadowe i z kwasami nieutleniającymi daje sole żelaza(II), np. :
FeO + 2HCl  →  FeCl
2 + H
2O
Jest stosowany jako czarny pigment w kosmetyce oraz do otrzymywania tuszu do tatuażu.